# Sprint

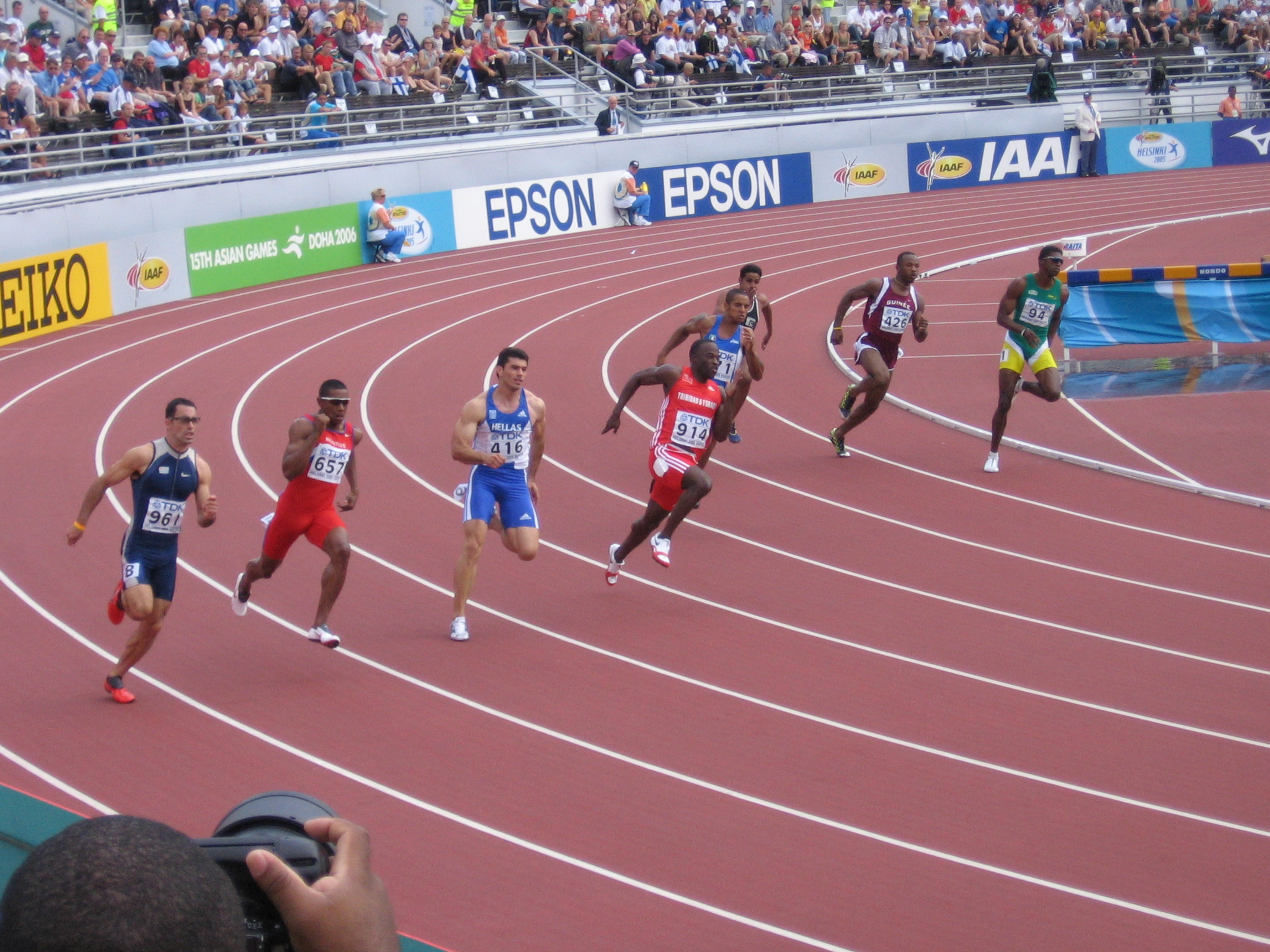
Mistrovství světa běh na 200 metrů, Helsinky 2005

Sprint je označení pro rychlý krátký sportovní nebo i motoristický závod [zdroj?], který je charakteristický tím, že dochází k maximálnímu fyzickému vypětí závodníka (nebo jeho technického prostředku) po celou dobu závodu, tento extrémně rychlý pohyb se nazývá sprintování. Často jde o běh na krátkou trať s maximálním úsilím. Při sprintu je proto velmi důležitá rychlost, akcelerace a silová výbušnost.
Závodník ve sprintu se nazývá sprinter, závodnice pak sprinterka. Nejlepší současní atletičtí sprinteři dokážou běžet rychlostí až 44,7 km/h (ženy kolem 39,6 km/h). Hranicí světové extratřídy jsou dnes sprinteři, kteří jsou schopni běžet stometrový sprint pod 10,00 s (podobně ženy pod 11,00 s.). V historii se pod legendární hranici 10 sekund dostalo již kolem 120 sprinterů (k roku 2018). Suverénně nejlepším sprinterem současnosti je zřejmě světový rekordman na 100 m, 200 m i ve štafetě na 4 × 100 m, Jamajčan Usain Bolt. V ženské kategorii to byla koncem 80. let Američanka Florence Griffith-Joynerová, dosud světová rekordmanka na 100 m i 200 m, která je však podezřelá z použití dopingových prostředků.
Výraz „sprinter“ se využívá také v automobilové oblasti pro rychlou dodávku dopravující urgentně zboží například od dodavatele k zákazníkovi. Původem je typové označení vozidla Mercedes-Benz Sprinter. Také „sprint“ může v přeneseném smyslu obecně znamenat krátké, ale intenzivní úsilí o dosažení určitého cíle.

## Příklady sprintů

### Lehká atletika
- běh na 100 metrů – nejkratší běžecká disciplína, pořádaná v rámci mistrovství světa a olympijských her (kratší, běh na 60 m existuje jen v kategorii žáků a dorostenců). Kdo v této disciplíně dominuje, je přezdíván „nejrychlejší muž (nebo žena) planety“.
- běh na 110 metrů překážek – muži
- běh na 100 metrů překážek – ženy

### Plavecký sprint
- 50 metrů volný způsob

### Cyklistika
- specializovaný závod v dráhové cyklistice na 3 kola s měřením rychlosti na posledních 200 metrech

### Biatlon
- biatlonový běh na 10 km (muži) nebo 7,5 km (ženy) s jednou střeleckou položkou vleže a jednou vstoje
- v nižších biatlonových soutěží se zkouší i supersprint: dvoukolový závod, kde v prvním kole běží všichni závodníci 2,4 km a do druhého kola postupuje 30 nejlepších z nich